# Mushanokōji Kintomo

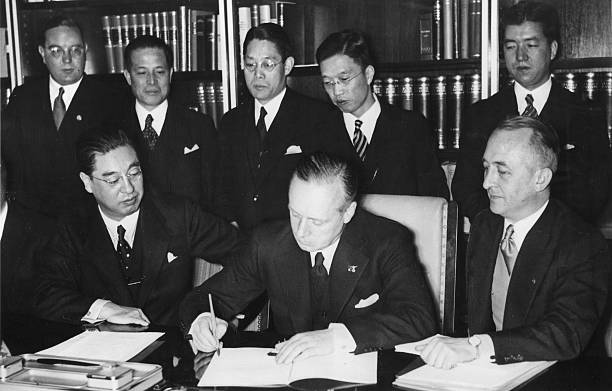
Unterzeichnung des Antikominternpakts durch Kintomo Mushanokōji und Joachim von Ribbentrop am 25. Nov. 1936 in Berlin.

Mushanokōji Kintomo (jap. 武者小路 公共; * 29. August 1882; † 21. April 1962) war japanischer Sonderbotschafter und unterzeichnete für das Japanische Kaiserreich 1936 den gegen die Sowjetunion gerichteten Antikominternpakt zwischen dem Kaiserreich Japan und dem Deutschen Reich.
Der Schriftsteller Mushanokōji Saneatsu war sein jüngerer Bruder.

## Biografie
Mushanokōji Kintomo wurde 1882 im Ortsteil Kōjimachi von Tokio als dritter Sohn der seit zehn Generationen adligen Familie Mushanokōji geboren. Sein Vater Saneyo hatte im Rahmen der Iwakura-Mission ab 1873 in Berlin studiert.
Am 27. Oktober 1887 erhielt Kintomo im Alter von fünf Jahren nach dem Tode des Vaters den Adelstitel Shishaku (d. i. Vizegraf).
Seinen akademischen Abschluss in Jura machte er an der Rechtsfakultät der Kaiserlichen Universität Tokio (Teikoku Daigaku), der heutigen Tōkyō Daigaku. Danach machte er eine Karriere als politischer Beamter des japanischen Kaiserreichs.
1930 war er Mitglied der japanischen Abordnung zur elften ordentlichen Versammlung des Völkerbundes und nahm dabei auch an einer von China initiierten Sonderarbeitsgruppe teil. Von 1929 bis 1933 war er japanischer Botschafter für Schweden und Finnland mit Sitz in Stockholm. In dieser Eigenschaft unterzeichnete er auch ein Rechtsabkommen zwischen Japan und Schweden.
Von 1934 bis 1937 war er japanischer Botschafter in Deutschland. Am 25. November 1936 unterzeichnete er in Berlin den gegen die Sowjetunion gerichteten, zunächst auf fünf Jahre befristeten, Geheimvertrag, den Antikominternpakt. Für die deutsche Seite unterzeichnete der Außenminister Joachim von Ribbentrop. Am 24. Mai 1937 wurde Mushanokōji Kintomo im Rahmen der auch von Italien besuchten Antikominternkonferenz von Adolf Hitler in der Reichskanzlei empfangen.
Nach dem Zweiten Weltkrieg wurde er von der Besatzungsbehörde seiner öffentlichen Ämter enthoben. Mit Inkrafttreten der neuen japanischen Verfassung 1947 verlor er zudem wie alle Adeligen außerhalb des Kaiserhauses seinen Adelsrang. Im Gegensatz zu den meisten Exadeligen sind Mushanokōjis wie auch Matsudaira/Tokugawa und Madenokōji jedoch weiterhin durch ihren Namen als ehemalige (Hof-)Adelige (Kuge) erkennbar.
Von 1952 bis 1955 war er Vorsitzender der Japanisch-Deutschen Gesellschaft in Tokio.
| Personendaten    | Personendaten                                                           |
| ---------------- | ----------------------------------------------------------------------- |
| NAME             | Mushanokōji, Kintomo                                                    |
| ALTERNATIVNAMEN  | 武者小路 公共 (japanisch)                                               |
| KURZBESCHREIBUNG | japanischer Sonderbotschafter und Unterzeichner des Antikominternpaktes |
| GEBURTSDATUM     | 29. August 1882                                                         |
| STERBEDATUM      | 21. April 1962                                                          |